# 古田重然

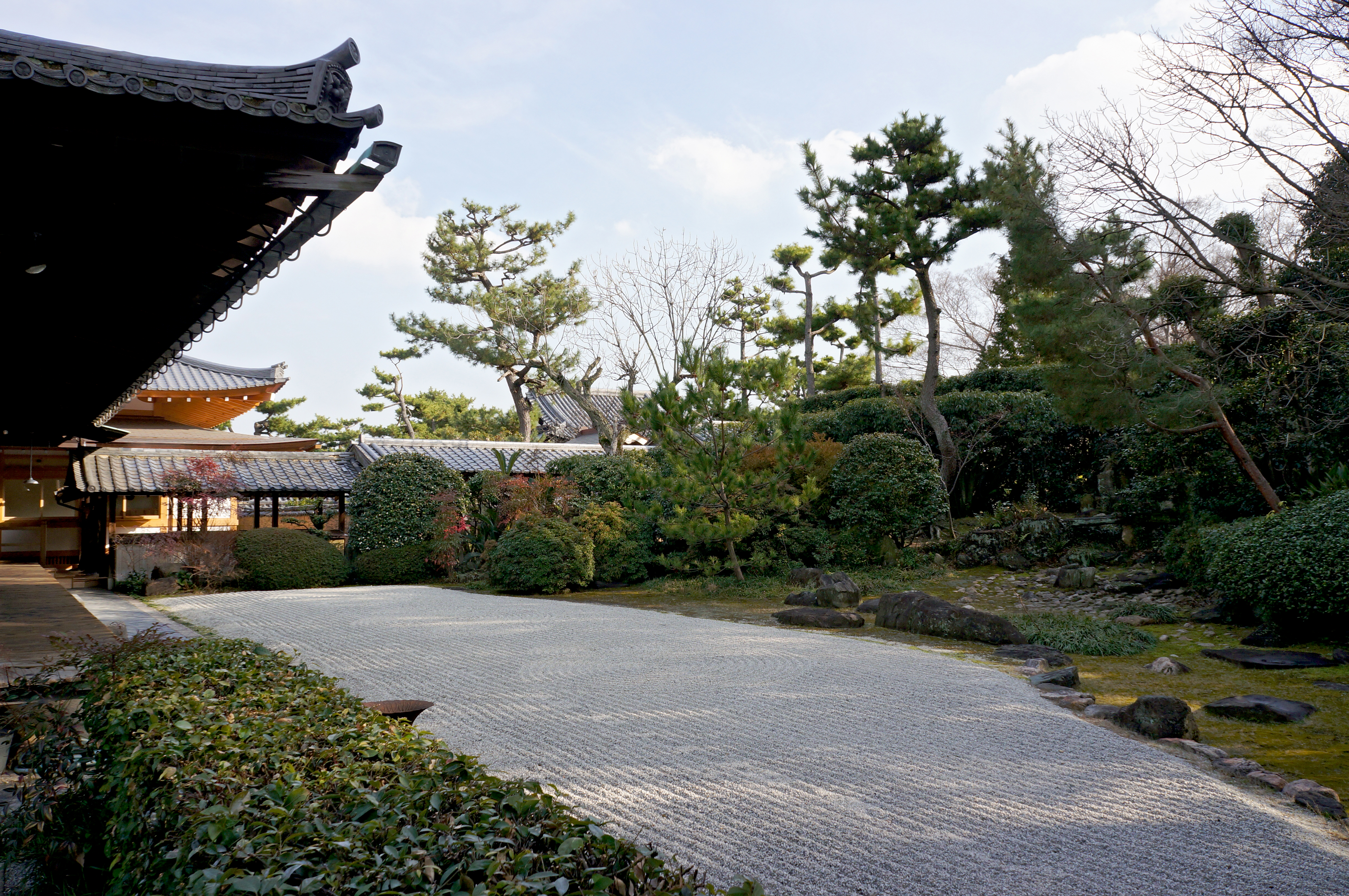
織部作と伝わる南宗寺庭園（国の名勝）

古田 重然（ふるた しげなり、ふるた しげてる）は、戦国時代から江戸時代初期にかけての武将、大名、茶人、芸術家。古田 織部（ふるた おりべ）の通称で知られる。南山城・東大和1万石の大名。官位は従五位下・織部助。
豊臣秀吉・徳川家康の茶頭、徳川秀忠の茶の湯指南役。茶道織部流の祖。江戸幕府（柳営）の御茶吟味役。柳営茶道の祖。利休七哲のひとりで、千利休の後継者として茶の湯を大成し、茶器・会席具製作・建築・作庭などにわたって「織部好み」と呼ばれる一大流行をもたらした。また、武将としても大坂夏の陣で徳川方につき武功を挙げたが、豊臣側と内通しているとの疑いをかけられ、自刃した。
子供に、長子・重行（九郎八、豊臣秀頼家臣）、嗣子・重広、重尚（前田利常家臣）、小三郎（池田利隆家臣）、重久（左近、徳川秀忠家臣）がいる。

## 名前
一般的には茶人・古田織部として知られる。「織部」の名は、壮年期に従五位下「織部助」の官途に叙任されたことに由来している。「織部正」は自称と考えられている。『断家譜』、『系図纂要』においては、諱・重然（しげなり）。初名は景安（かげやす）。また手紙には古織部、古田織部、古田織部助、古田宗屋と自署した。
江戸期の史料では古田重勝と混同されている場合が多い。

### 織部
古田織部が織部正ないし織部助の官位に叙された資料は、残っていない。今日、古田織部と呼ばれるのは、手紙や公家の日記からの類推である。
天正15年の九州遠征の軍令『松下文書』に「古田織部頭」、天正18年に妙応寺（岐阜県不破郡関ヶ原町）に宛てた手紙では、「古田織部頭」と自署している。また『言経卿記』文禄三年三月十三日には、「古田織部正」と書かれている。これらが古田織部が織部正と称していた根拠である。
他方で陽明文庫には、慶長19年（1614年）頃に近衛信尹に宛てた17通の書状が残っている。こちらには、「織部助」となっている。
以上を加味すると古田織部が「織部正」と自署したことはない。

### 号
古田織部の茶室の庵号は玄庵。斎号は印斎。法名は金甫宗屋である。しかし、古田織部美術館文書に「宗屋」の署名があるものの、これらの号の自署はみられない。

## 生涯

### 生年
古田織部の生年には、天文12年（1543年）と天文13年（1544年）の二通りがある。
天文13年説の根拠は、『龍宝山大徳寺誌』に出てくる「元和元年（1615年）六月十一日、七十二卒」からの逆算である。なおここでは、織部助重能（しげよし）あるいは重勝となっている。また利休の死後、天下の宗匠と呼ばれたこと、大徳寺の春屋宗園の弟子であったことなどが触れられている。
天文12年説の根拠は、松屋久重の『古織公伝書（こしょくこうでんしょ）』にある「慶長廿年卯六月十一日　七十三歳　古織殿　卯ノ年ノ人ナリ」からの逆算で古田織部が癸卯の生まれであると記録している。なお慶長20年は、1615年であり、この年の7月13日に元和に改元されているので同じ年の出来事になる。
『大日本史料（十二編之二十一）』は、天文13年説を取っており『龍宝山大徳寺誌』を根拠としている。ただしどちらも寺院と茶人・松屋久重の私的な文書であって大名家や幕府の編纂した公式記録ではない。

### 武将として
美濃国の国人領主であった古田重安の弟・古田勘阿弥（還俗し主膳重定と改名したという）の子として美濃国に生まれ、後に伯父・重安の養子となったという。家紋は三引両。『古田家譜』に勘阿弥は「茶道の達人也」と記されていることから、織部も父・勘阿弥の薫陶を受け武将としての経歴を歩みつつ、茶人としての強い嗜好性を持って成長したと推測される。
古田氏は元々美濃国の守護大名土岐氏に仕えていたが、永禄9年（1567年）の織田信長の美濃進駐、あるいはその前に織田氏の家臣として仕え、織部は伯父・重安に伴われて足利義昭に属し、長岡藤孝（細川幽斎）の使番を務めた。翌年の信長の上洛に従軍し、摂津攻略に参加したことが記録に残っている。永禄11年（1569年）に摂津茨木城主・中川清秀の妹・仙と結婚。
天正4年（1576年）には山城国乙訓郡上久世荘（現在の京都市南区）の代官となった。天正6年（1578年）7月、織田信忠の播磨神谷城攻めに使番として手柄を立て、同年11月に荒木村重が謀反（有岡城の戦い）を起こした際には、義兄の清秀を織田方に引き戻すのに成功する。その後も羽柴秀吉（後の豊臣秀吉）の播磨攻めや、明智光秀の丹波攻め（黒井城の戦いなど）、甲州征伐に清秀と共に従軍し、禄高は300貫と少ないながらも武将として活動している。
信長死後は秀吉に仕え、山崎の戦いの前に中川清秀に秀吉へ人質を出すことを認めさせたという逸話が残る（『烈公間話』）。天正11年（1583年）正月に伊勢亀山城の滝川一益を攻め、同年4月の賤ヶ岳の戦いでも軍功をあげる。この時、清秀が戦死したため織部は清秀の長男・秀政の後見役となり、翌年の小牧・長久手の戦いや天正13年（1585年）の紀州征伐、四国平定にも秀政と共に出陣している。
天正13年（1585年）7月、秀吉が関白になると、義父・重安の実子で義弟に当たる重続を美濃から呼び寄せ、長女・千を中川秀政の養女とした上で娶らせ中川家の家老としたという（この重続の子孫は、織部の正系が絶えた後も中川氏の家臣として存続した）。同年9月、秀政の後見を免ぜられる。同時期に従五位下織部助あるいは織部正に叙されたと考えられている。
その後、九州平定、小田原征伐に参加し、文禄の役では秀吉の後備衆の一人として150人の兵士を引き連れ肥前名護屋城東二の丸に在番衆として留まり、朝鮮には渡らなかったとみられている。しかし、「古田手高麗」「御所丸茶碗」という高麗茶碗が存在しており、現地で指導した可能性がある。なお、この時の所領は、南山城の瓶原（現木津川市）と東大和の井戸堂（現天理市）で、8千石であった。
慶長3年（1598年）には子の重広に家督を譲ったとされるが、史料に確認できない。
慶長5年（1600年）9月の関ヶ原の戦いでは東軍に与した。『系図纂要』によると、この恩賞により、晴れて1万石の大名になっている。
なお古田織部の知行宛行状などは、残っていない。天正13年に3万5千石だった所領が天正18年には、5千～8千石とされ、1万石の大名となったのは、関ヶ原の戦いの後とされている。これは、小田原・関ヶ原で古田織部が率いていた兵数から石高を逆算して想定したためである。『古織公伝書』には、「知行八千石」とあり古田織部の子孫、豊後竹田古田系譜には、天正13年に3万5千石を秀吉から貰ったと記録されている。前者は、古田織部の知人、後者は、古田織部の子孫であってどちらも正確な記録と言えないため、『系図纂要』の1万石が確定した情報源である。
この時期の織部は茶の湯を通じて朝廷・貴族・寺社・経済界と様々なつながりを持ち、全国の大名に多大な影響を与える存在であり、太閤秀吉の「数寄の和尚」（筆頭茶堂）、次いで二代将軍・徳川秀忠の茶の湯指南役にも抜擢されている。

### 茶人として
慶長4年（1599年）2月28日、博多の豪商神屋宗湛が、毛利秀元、小早川秀包とともに織部の茶会に招かれた時、織部茶碗を見てその斬新さに驚き、「セト茶碗ヒツミ候也。ヘウケモノ也」と記している（『宗湛日記』）。なお、織部が行った「破調の美」の表現法に器をわざと壊して継ぎ合わせ、そこに生じる美を楽しむという方法があり、その実例として、大きさを縮めるために茶碗を十字に断ち切って漆で再接着した「大井戸茶碗 銘須弥 別銘十文字」や、墨跡を2つに断ち切った「流れ圜悟（えんご）」があげられる。
織部は千利休の「人と違うことをせよ」という教えの通り、利休の静謐さと対照的な動的な「破調の美」の道具組を行い、将軍・大名の茶の湯の式法を制定し、それは織部流といわれた。茶書としては『織部百ヶ条』などを残している。弟子の大坂衆・岡村百々之介が記した『古織伝』というものもある。聞書には浅野幸長が上田宗箇を介して尋ねた『茶道長問織答抄』、伝書には『古織公伝書』、『草人木』、『数寄道次第』、『古田織部正殿聞書』などがある。織部の当時の点前は、平成時代に宮下玄覇により発足した古田織部流正伝会（織部流温知会）において、忠実な復元・修正がなされている。
織部の茶の湯の弟子には、徳川秀忠、伊達政宗、佐竹義宣、金森可重、佐久間将監、毛利秀元、浅野幸長、島津義弘、小早川秀秋、大久保忠隣、石川貞通、大久保藤十郎、大野治長、大野治房、猪子一時、小堀遠州、上田宗箇、板倉重宗、南部利直、永井尚政、佐久間勝之、岡部宣勝、船越永景、近衛信尋、広橋兼勝、常胤法親王、本願寺教如、江月宗玩、安楽庵策伝、角倉素庵、本阿弥光悦、本阿弥光益、松屋久好、大文字屋宗味、針屋宗春、上田覚甫、服部道巴、中野笑雲、原田宗馭、清水道閑などがいる。
織部好みの代表的な茶室に、浄土寺の露滴庵（広島県尾道市・竹林院の写し）、藪内流の「燕庵（えんなん）」、「篁庵」、「蓬庵」がある。しかし、初代剣仲が作った織部好みの建物「燕庵」は1864年の蛤御門の変で焼失し、現存の「燕庵」は見舞いとして有馬郡結場村の武田儀右衛門邸から移築された写しのものである。
書家として織部の書は左へ斜めにずれるのが特徴で、本阿弥光悦に影響を与えたとする説もある。
織部について加藤唐九郎は「利休は自然の中から美を見いだした人だが作り出した人ではない。織部は美を作り出した人で、芸術としての陶器は織部から始まっている」と述べた。

### 最期
大坂夏の陣の慶長20年（1615年）3月30日、織部の茶堂である木村宗喜や薩摩島津氏の連歌師が豊臣氏に内通して京への放火を企んだ罪で京都所司代板倉勝重に捕らえられた。「豊臣恩顧」の大名・織部も冬の陣の頃から豊臣氏と内通しており、徳川方の軍議の秘密を大坂城内へ矢文で知らせたなどの嫌疑をかけられ、大坂落城後の6月11日に息子たちと共に切腹を命じられた。織部はこれに際し、一言も釈明しなかったといわれる。享年73。織部は大徳寺玉林院に葬られたが、現在の墓地は三玄院の寺域となっている。
12月27日には嗣子の重広も江戸の本誓寺で斬首され、ほぼ同時に古田織部の子の多くが切腹や討死になどで亡くなっており、古田家は断絶した（『断家譜』）。しかし、娘婿の古田重続（重継）の子孫（豊後国岡藩家老）や公家・鷲尾家、嫡男重広の女系子孫が現存する（古田織部美術館図録）。

## 逸話・伝承
- 織部の名が茶会記に初めて記録されるのが天正11年（1583年）の40歳の時とかなり遅いことから、若い頃は茶の湯に興味がなかったとする説がある[21]。
- 天正10年（1582年）から千利休の書簡に織部の若年時の通称・左介が見える。この間に利休と知り合い、弟子入りしたものと考えられ、のちに利休七哲に数えられている。天正19年（1591年）に秀吉によって利休の追放が決まると利休と親交のあった諸将が秀吉を憚って現れない中、織部と細川忠興（三斎）のみが堂々と利休の見送りを行った。利休死後は、天下一の茶人となった。
- 細川忠興に刀を借りるため書状を送っているが、大きすぎると困るなど細かな要望を書いている[22]。これは後陽成天皇の即位式に参加する際に帯びた刀とされる[22]。なお差出人は「左助」と書かれている[22]。
- 松屋久重編の「古織公伝書」（『茶道四祖伝書』）には佐久間不干斎（信栄）からの伝聞として「織部は初めは茶の湯が大嫌いであったが、中川清秀にそそのかされて上々の数寄者になった」と記されている。
- 職人や陶工らを多数抱え創作活動を競わせ、自らはいわば茶の湯のコーディネーターとして指導にあたった[23]。
- 織部は連歌のほか、大鼓、将棋（古田織部美術館文書）を得意とした。
- 慶長4年（1599年）3月6日には、金森可重、小堀遠州（政一）、石川貞通などの武士、津田宗凡などの堺・京の町衆たち30人と吉野で花見を催した。その時、荷（にない）茶屋に「利休妄魂」の額を掲げた。
- 浅野幸長とのやり取りをまとめた『茶道長問織答抄』に、「こんなに高齢なのに、どうして西へ東へと飛び回らねばならぬのだろうか。これでは病気になろうというものだ。寒い大坂に行くのも茶の湯のせいだ」と答えている。
- 織部の妻・仙が隠棲した北野天満宮隣りの青霄院が、仙の死後、西堀川の興聖寺に移転して一塔頭となり、その後、豊後岡藩家老・古田家が織部とその子らの墓を建てている[24]。

また、『茶話真向翁』や『茶話指月集』等により、以下のような逸話が伝わっている。
- 利休が弟子達の集まっている席で「瀬田の唐橋の擬宝珠の中に見事な形のものが2つあるが、見分けられる人はいないものか?」と訊ねた。すると一座にいた織部は急に席を立ってどこかに行って、夕方になって戻ってきた。利休が何をしていたのか訊ねると「例の擬宝珠を見分けてみようと思いまして早馬で瀬田に参りました。さて、2つの擬宝珠は東と西のこれではありませんか?」と答えた。利休をはじめ一座の者は織部の執心の凄まじさに感心した[25]。
- 利休が茶入の蓋を象牙で作らせたところ、窠（ス）という疵があった。恐縮する細工人に対して利休は「これは面白いものを作ってくれた」と喜ぶことで慰め織部を呼んで茶会を催した。利休はその際、蓋の窠を勝手側に向けつまみの外側に茶杓を置いて点前を進めた。すなわち織部のほうに茶杓を置いたのである。茶会のあと、織部はその茶入を利休に乞うて持ち帰り、今度は利休を茶会に招いて茶入の蓋の窠を客のほうに向けつまみの内側に茶杓を置いた。利休は「さてもよくやった。織部ほど作意のできる茶人はまたとあるまい」と述べて褒め称えた[26]。
- 織部が薄板を敷かずに籠の花入を置いていたのを利休が褒めて「籠の花入を薄板に乗せることは昔から皆やって来たことだが、私はどうも面白くないと思っていた。このことに関しては私があなたの弟子になりましょう」と言った。それから利休は薄板を敷かずに直に籠の花入を置いていたという[25]。
- 織部が大坂の陣で佐竹義宣の陣にいた際、月夜の明るい日に茶杓の材料を求めて竹藪に入った。そこで大坂方が織部に鉄砲を撃ったところ弾は左目の上をかすめて負傷した。そこで織部は、家康から薬を賜っている[26]。

## 関連施設
- 愛知県名古屋市の名古屋城御深井丸の茶席施設（猿面茶室の隣り）に古田織部を顕彰するため昭和30年（1955年）に建立された「織部堂」という茶室が存在する（利用には事前の申し込みが必要）。
- 古田織部四百年遠忌にあたる平成26年（2014年）に、京都市北区に古田織部美術館がオープンした[27]。

## 古田織部の展覧会
- 「織部　陶芸指導者・大茶人・戦国武将としての古田織部のすべて」－主催　日本陶磁協会・日本経済新聞社、会期　1967年5月5日～17日、会場　京王百貨店
- 「織部　いわゆるオリベイズムについて」－主催（会場）　岐阜県美術館、会期　1997年10月17日～12月7日
- 「ターニングポイント－織部と16世紀の日本美術（Turning Point: Oribe and the Arts of Sixteenth-Century Japan）」－主催（会場）　メトロポリタン美術館（アメリカ・ニューヨーク）、会期　2003年10月21日～2004年1月11日
- 「大織部展・ORIBE 古田織部四〇〇年忌」－主催　大織部展実行委員会 (岐阜県現代陶芸美術館•美濃陶芸協会•中日新聞社)、共催　NHK岐阜放送局、特別協力　徳川美術館、会期　2014年9月6日～10月26日、会場　岐阜県現代陶芸美術館
- 「没後400年 古田織部展」（巡回展）－主催　NHK・NHKプロモーション、奥田元宋 小由女美術館・NHK広島放送局・NHKプラネット中国・中国新聞社、佐川美術館・NHK大津放送局・NHKプラネット近畿、特別協力　上田流和風堂、会期　2014年12月30日～2015年11月23日、会場　東京・松屋銀座８階、広島県三次市・奥田元宋・小由女美術館、滋賀・佐川美術館
- 「没後四百年 古田織部展 利休を超えた織部とは――？」（巡回展）－主催　古田織部展実行委員会（名古屋展：熱田神宮）、共催　読売新聞社、京都新聞、監修　宮下玄覇（古田織部美術館館長）、会期　2015年8月8日～12月25日、会場　東京・湯島天満宮宝物殿、名古屋・熱田神宮宝物殿、京都・本能寺大寶殿宝物館

## 古田織部を題材にした作品

### 小説
- 松本清張「古田織部」－織部を主人公とした短編小説。『小説日本芸譚』（新潮社、1958年）に収録。
- 司馬遼太郎「割って、城を」 - 織部を主人公とした短編小説。松坂城主古田重勝との混同がみられる。『別冊文藝春秋』1963年38号に発表。『人斬り以蔵』（新潮社、新潮文庫、1969年）に収録。
- 海音寺潮五郎「古田織部正」 - 各地取材のうえ「読売新聞」に連載した「名匠伝」を書籍化した『日本の名匠』（中央公論社、1975年）に収録。
- 富士正晴『豪姫』 （六興名作文庫、六興出版、1979年）
- 高橋和島『風炉のままに 数奇大名・古田織部』（木耳社、1990年）
- 黒部亨『幻にて候 古田織部』（講談社、1990年）
- 森真沙子『家康暗殺 謎の織部茶碗』（祥伝社、1991年）
- 土岐信吉『古田織部』（河出書房新社、1992年）
- 楠木誠一郎『織部の密書』（河出書房新社、2010年）
- 永岡慶之助『数奇の織部』（PHP研究所、2012年）
- 伊東潤「ひつみて候」 - 織部を主人公とした短編小説。『天下人の茶』（文藝春秋、2015年）に収録。
- 仁志耕一郎「へうげの茶」 - 織部を主人公とした掌編小説。『小説すばる』2016年12月号（集英社）に掲載。集英社文庫『時代小説　ザ・ベスト2017」に収録。

### 漫画
- 山田芳裕『へうげもの』（読みは「ひょうげもの」、講談社『モーニング』にて2005年38号から2017年53号まで隔号連載） - 織部を主人公とした漫画。第13回文化庁メディア芸術祭マンガ部門優秀賞、第14回手塚治虫文化賞マンガ大賞受賞。
- 構成里中満智子、作画村野守美『古田織部―乱世を駆け抜けた生涯』（メディアファクトリー、1998年） - 織部を主人公とした漫画。

### テレビアニメ
- 原案山田芳裕、監督真下耕一『へうげもの』（NHK BSプレミアム） - 2011年4月～2012年1月。全39話。漫画版の利休切腹（第9巻）まで。声優は大倉孝二。

### 映画
- 『豪姫』(松竹、1992年) - 監督　勅使河原宏、原作　富士正晴『豪姫』、主演　仲代達矢

### その他
- フルタ製菓「セコイヤチョコレート エブリワンクッキー」のCM（2016年） - 第1回（第二次）織部賞受賞。
- 茶聖あり　第二部武将〈三〉古田織部. 産経新聞.2022-5-22.朝刊.13版.1面

## 演じた俳優

### テレビドラマ
- 戸沢佑介 - NHK大河ドラマ『黄金の日々』（1978年）
- 入江正徳 - NHK大河ドラマ『独眼竜政宗』（1987年）
- 依田英助 - NHK大河ドラマ『葵 徳川三代』（2000年）第22回、第31回
- 古澤巌 - NHK大河ドラマ『江〜姫たちの戦国〜』（2011年）第24回

### 映画
- 嵐圭史 - 映画『利休』（松竹、1989年）、監督　勅使河原宏、原作　野上弥生子『秀吉と利休』
- 加藤剛 - 映画『千利休 本覺坊遺文』（東宝、1989年）、監督　熊井啓、原作　井上靖『本覚坊遺文』
- 仲代達矢 - 映画『豪姫』（松竹、1992年）、監督　勅使河原宏、原作　富士正晴『豪姫』
- 保坂直希 - 映画『信虎』（彩プロ、2021年）、監督　金子修介・宮下玄覇

## テレビ番組
- 歴史秘話ヒストリア 「戦国 美の革命～異色の武将・古田織部の生涯」（2014年2月5日、NHK）[28]